# 07 Вестур
07 Вестур (на фарьорски: 07 Vestur, в бг превод „Запад 07“) е футболен отбор от град Сьорвоавур, остров (Воар), Фарьорски острови. Представя и град Сандавоавур. Състезава се във Формюлаейлин, Висшата лига на страната.
Основан е на 6 ноември 2007 г.. За пърив път влиза в Първа лига през 2009 г. Най-доброто му класиране е 6-тото място през 2021 година.
На 18 декември 1993 година, след сливането на отборите на „Мивоавур“ и „Сандавоавур“, на бял свят се появява „Вагар“. През 1998 към него се присъединява „Сьорвоавур“, но след неуспешни опити да влезе във Висшата дивизия, отборът се разпада. На 8 ноември 2004 остров Воар отново възкресява отбора, но вече с името „Вагар 2004“, а на 6 ноември към 2007 към него се присъединява отново „Сьорвоавур“, в резултат на което се появява нов клуб с името „07 Вестур“.

## Успехи
- Формулаейлин: (Висша лига)
  -  6-то (1): 2021
- Купа на Фарьорски острови:
  - 1/2 финалист (3): 2011, 2021, 2022
- 1 дейд: (2 ниво)
  -  Шампион (3): 2008, 2010, 2012
- 2 дейд: (2 ниво)
  -  Шампион (3): 2014